# Personnages de la Saga Ryan
 (mai 2021).
Si vous disposez d'ouvrages ou d'articles de référence ou si vous connaissez des sites web de qualité traitant du thème abordé ici, merci de compléter l'article en donnant les références utiles à sa vérifiabilité et en les liant à la section « Notes et références ».
 (mai 2021).
- Si vous ne connaissez pas le sujet, laissez ce bandeau (vous pouvez alors contacter les auteurs).
- Si vous supprimez le contenu mis en cause (vous pouvez préalablement contacter les auteurs),

argumentez précisément cette suppression dans la page de discussion
(un manque de référence n'est pas un argument ; une recherche réelle de référence doit avoir été effectuée, être formellement documentée).
Cet article présente les personnages de la Saga Ryan de Tom Clancy.

## Personnages présents dans plusieurs tomes

### Gennady Bondarenko
Dans Le Cardinal du Kremlin, il s'agit d'un Colonel inspectant une base soviétique qui parvint à repousser une attaque des Moudjahidines afghans alors qu'il était manipulé par un agent de la CIA surnommé "Le Cardinal" pour passer involontairement des renseignements à la CIA. Dans le Tome Sur ordre, il est Colonel-Général et chef des opérations de l'armée russe et donne une évaluation de la menace que représente la République Islamique Unie, qui cherche à unifier le monde musulman. Il est finalement promu Général d'Armée à la tête du commandement militaire d'Extrême-Orient dans le tome L'Ours et le Dragon et repousse la tentative d'invasion de la Chine avec l'aide de l'armée américaine.

### Domingo "Ding" Chavez
Il fait ses débuts dans la saga dans le tome Danger Immédiat, où il fait partie du groupe de commandos envoyés en Colombie. Après le sauvetage en catastrophe de ses hommes grâce à Jack Ryan et John Clark, il est recruté par ce dernier à la CIA pour former un duo de gardes du corps de Jack Ryan. Il est ensuite envoyé en mission au Japon en tant que reporter russe. Il participe également à la formation de la cellule anti-terroriste Rainbow 6.

### John Clark
De son vrai nom John Kelly, c'est un homme polyvalent. Vétéran du Viêt Nam, il se fait remarquer en éliminant un par un les trafiquants de drogue qui ont tué son amie Pam. Il devient ensuite agent de liaison sur le terrain lors de l'opération en Colombie, puis chauffeur de Jack Ryan, agent sous couverture au Japon et formateur des agents de la CIA.

### Roger Durling
Dans La Somme de toutes les peurs, il s'agit du vice-président de Robert Fowler, et son rôle est fort limité. À la suite de la démission de Fowler, il deviendra président et dirigera le pays dans la guerre qui l'oppose au Japon; après la victoire des États-Unis et la démission de son vice-président pour viol, il proposera à Jack Ryan de reprendre le poste. Il sera tué, comme le reste des plus hautes autorités (congrès, cour suprême, gouvernement...) dans l'attentat commis par le dernier membre survivant encore en liberté de la conspiration japonaise.

### Edward Foley
Ed Foley est à l'origine un agent de la CIA dans Red Rabbit et Le Cardinal du Kremlin. Par après, il grimpera les échelons de la CIA pour en devenir le directeur.

### Mogataru Koga
Premier Ministre japonais dans Dette d'honneur, il est destitué à la suite de l'adoption de la Loi de la Réforme du Commerce Extérieur. Enlevé par les hommes de Yamata durant la guerre du Japon contre l'Amérique, il est libéré par John Clark et Ding Chavez. Après la destitution de Goto à la suite de la défaite japonaise, il est réinstallé à son poste. Dans le roman Sur ordre, après l'attentat contre le capitole, il vient personnellement rendre hommage aux victimes et il offre la coopération de la police japonaise.

### Serguei Golovko
Russe, compétent et intègre, ancien officier du KGB, Serguei Golovko est colonel dans le Premier Directorat de cette organisation dans le Cardinal du Kremlin. Dans cette affaire, il a bien malgré lui facilité la trahison de Gérasimov, directeur du KGB, en organisant une entrevue entre celui-ci et Jack Ryan. Peu après ce fut lui qui arrêta Ryan à l'aéroport de Moscou durant le sauvetage de l'agent Cardinal. 
Dans La Somme de toutes les peurs, il est directeur-adjoint du KGB et est devenu ami avec Ryan.
Plus tard, il devint directeur du SVR, service secret de la nouvelle fédération de Russie ayant succédé à l'URSS, et conseiller du président Eduard Petrovitch Grushavoy. C'est par une spectaculaire tentative d'assassinat manquée contre lui que débute le roman L'Ours et le Dragon.

### Robby Jackson
Dans le roman La Somme de toutes les peurs, il est le chef du groupe aérien d'un porte-avions. Par après, il devient Contre-Amiral et chef adjoint des opérations de l'armée américaine. Dans le roman L'Ours et le Dragon, il devient le Vice-président des États-Unis de Jack Ryan, avant de se présenter aux élections présidentielles dans le roman Les Dents du tigre, élections au cours desquelles il est assassiné par un militant d'extrême-droite.

### Bart Mancuso
Dans le roman Octobre rouge il est le capitaine de l'USS Dallas, un sous-marin nucléaire d'attaque qui participera à la fuite du sous marin Octobre Rouge du Capitaine Marko Ramius. Par après, il devient Commodore et dirige sa propre escadre avant de grimper les échelons et de commander l'ensemble des forces américaines du Pacifique.

### Andrei Illitch Narmonov
Andrei Illitch Narmonov est un personnage fortement inspiré par Mikhail Gorbatchev.
Homme politique soviétique brillant, Narmonov est Secrétaire général du parti communiste de l'Union Soviétique, et donc chef de l'Union soviétique, dans les romans Le Cardinal du Kremlin et La Somme de toutes les peurs.
Réformiste, il lance une pérestroïka et une glasnost pour réformer le modèle soviétique qui ne fonctionne pas, pour lui permettre de survivre. Il doit cependant faire avec l'inertie des communistes orthodoxes du Politburo, tel Alexandrov ou Gerasimov.
Dans Le Cardinal du Kremlin, il manque de se faire renverser par ces derniers. En effet, Narmonov a fait entrer au Politburo l'un de ses amis, Vaneyev. Cependant, la fille de ce dernier est compromise dans l'affaire Cardinal, et Gerasimov utilise cela pour faire pression sur Vaneyev et le gagner à sa cause, ce qui permettrait de faire perdre sa majorité à Narmonov. Finalement, ce complot échouera, Vaneyev ayant tout raconté à son ami Narmonov et Gerasimov ayant été victime d'un autre chantage par Jack Ryan.
Il manque de déclencher involontairement une guerre nucléaire contre les États-Unis, mais la conflagration est évitée de justesse (La Somme de toutes les peurs).
Plus tard, malgré ses efforts, il ne parvient pas à éviter la fragmentation de l'Union soviétique qui cède la place aux nouveaux États indépendants et à la nouvelle fédération de Russie.

### Marko Ramius
Marko Ramius est le commandant du sous-marin nucléaire Octobre Rouge de la Marine soviétique. Déçu par le communisme, il décide de passer à l'Ouest avec ses officiers, et laisse une lettre à l'Amiral Pandorin, commissaire politique en chef de la marine soviétique, annonçant ses intentions. Finalement, il fera croire à un incident nucléaire pour faire évacuer son équipage, avant de simuler la destruction de son sous-marin pour rejoindre les États-Unis. Il recevra l'asile politique, ainsi qu'une nouvelle identité sous le nom de Mark Ramsey.

### Zhang Han San
Zang Han San apparaît d'abord dans le roman Dette d'honneur en tant qu'émissaire du gouvernement chinois, qui s'allie avec Renzo Yamata et l'Inde pour envahir la Sibérie, où des réserves colossales de ressources sont découvertes. Il revient, toujours en tant qu'émissaire du gouvernement chinois, dans le roman Sur ordre, où il tente de s'allier avec l'Inde et la République Islamique Unie dans le même objectif. Pour ce faire, il n'hésitera pas à faire délibérément abattre un avion civil rempli d'américains pour détourner l'attention de Washington du Moyen-Orient. C'est à cette occasion qu'il apparaît être plus qu'un simple émissaire.
Son véritable pouvoir est révélé dans le roman L'Ours et le Dragon, où il est Ministre sans portefeuille, impliqué dans les questions de défense et de sécurité nationale, en plus d'être l'éminence grise de Xu Kun Piao, Secrétaire général du Parti communiste chinois. À ce titre, et après l'échec de ses alliances avec l'Inde, le Japon et la République Islamique Unie qui lui aurait permis d'agir à couvert, il milite pour que la Chine s'empare directement des ressources sibériennes. Il profite pour cela de l'embargo lancé par les États-Unis afin de convaincre le gouvernement de déclencher les hostilités. Mais si les débuts de l'invasion sont prometteurs, l'opération commence bientôt à s'enliser à la suite de l'intervention américaine, et la Chine perd finalement la guerre, ce qui entraine une révolution qui provoque la chute de Zhang Han San et de ses complices, qui sont arrêtés par le nouveau gouvernement chinois.

## Personnages présents dans un seul tome

### Sans aucun remords

#### Emmett Ryan
Père de Jack Ryan, c'est lui qui est chargé, en tant qu'officier de police, d'enquêter sur les meurtres des trafiquants de drogue.

### Le Cardinal du Kremlin

#### Nikolai Gerasimov
Nikolai Gerasimov est directeur du KGB. Homme compétent, conspirateur, ambitieux et membre du Politburo, il rêve de renverser Andrei Illitch Narmonov pour prendre sa place en tant que secrétaire général du PCUS. Pour ce faire, il s'allie avec l'idéologue du Politburo, le très vieux et très conservateur Alexandrov, dernier vestige de l'époque stalinienne et partisan d'un marxisme-léninisme pur et dur, opposé à la tendance réformiste de Narmonov et à la pérestroïka.
Doté d'une grande influence sur le Politburo soviétique, il fait du chantage sur Vaneyev, un partisan de Narmonov, pour constituer dans son dos une majorité contre lui et le renverser.
Ayant fait arrêter Le Cardinal prêt à révéler le scandale de cette affaire pour déstabiliser Narmonov, il est victime à son tour d'un chantage, par Jack Ryan, qui lui laisse le choix entre la révélation de ses mensonges dans l'affaire de l'Octobre Rouge (À la poursuite d'Octobre Rouge); ce qui impliquerai sa disgrâce; et son passage à l'Ouest accompagné de Cardinal. Il choisira finalement la seconde option.

### La Somme de toutes les peurs

#### Gunter Bock
Ouest-allemand, il est membre de la Fraction armée rouge. Marié à une autre membre de cette organisation, il a participé à de nombreux meurtres et attentats en Allemagne, dont la tentative de sabotage d'une centrale nucléaire.
Il est l'ami de Manfred Fromm et d'Ismael Qati. Lorsque sa femme, Pétra, fut arrêtée par la police allemande et se suicida dans sa prison, il décida de faire partager sa douleur au monde entier. C'est ainsi qu'il participa à l'attentat atomique à Denver qui fit plusieurs dizaines de milliers de morts et plongea le monde à deux doigts de la guerre nucléaire.

#### Ibrahim Ghosn
Il est palestinien, luttant contre Israël. Ami d'Ismael Qati, il a commis de nombreux attentats avec lui, étant un expert en explosifs. Par ailleurs, il récupère des restes de bombes ou d'armes israéliennes pour les vendre au plus offrant. C'est ainsi qu'il découvrit une arme nucléaire israélienne sur le Golan, perdu par Tsahal durant la guerre du Kippour. Avec l'aide de Manfred Fromm, il la réparera et la fera exploser à Denver.

#### Ismael Qati
Qati est un palestinien, luttant depuis toujours contre Israël. Le but avoué de sa vie est la destruction de cette nation.
Désespéré par le plan de paix au Proche-Orient conçu par Jack Ryan, approuvé unanimement et qui fonctionne, mais ayant le défaut à ses yeux de conserver Israël, il veut porter un coup décisif au pays, surtout qu'il est atteint d'un cancer et a peu de temps à vivre. Avec son ami Ibrahim Ghosn, artificier, il découvre sur le plateau du Golan une vieille bombe atomique israélienne, datant de la guerre du Kippour, qui se révèlera être une bombe atomique.
Avec l'aide de Ghosn, de Gunter Bock (un criminel allemand, membre de la Fraction armée rouge), de Manfred Fromm (un ingénieur atomiste allemand, militant communiste) et de Marvin Russel (un criminel amérindien), il réparera cette bombe et la fera sauter à Denver le soir de la finale du Super Bowl, auquel assistait deux ministres américains et aurait dû assister le Président Robert Fowler, le président, qui s'est désisté au dernier moment. Cet attentat couplé avec une mise en scène à Berlin par d'anciens de la Stasi était censé déclencher une 3e Guerre Mondiale nucléaire, guerre que Jack Ryan parviendra à éviter de justesse.

#### Marvin Russel
Russel est une force de la nature, très doué au tir et au combat à main nue. D'origine sioux et ayant passé son enfance dans une réserve indienne, il fait partie d'une organisation criminelle appelée la Société des Guerriers Sioux, dont le but est de libérer les descendants des Indiens d'Amérique des Blancs, mais qui est en fait une simple petite mafia locale pratiquant le racket et le trafic de cocaïne. Il passa quelque temps en prison, et après la mort de son frère, tué par le FBI, il prit contact avec Ismael Qati à Athènes, pour l'aider à faire un attentat aux États-Unis mais ne fut jamais informé de la nature nucléaire de la bombe.
Après les avoir aidés à transporter et placer la bombe, il fut assassiné par Qati et Ibrahim Ghosn dans un motel de Denver.

### Dette d'honneur

#### Tokikichi Arima
Général des Forces japonaises d'autodéfense et chef de l'Armée de l'Est, il est chargé de mener l'invasion des Îles Mariannes, dont il devient le gouverneur provisoire. Après la défaite du Japon, il est chargé d'arrêter Yamata pour avoir déclenché le conflit avec les États-Unis.

#### Hiroshi Goto
Membre de l'opposition politique au Japon et farouchement anti-occidental, il devient Premier Ministre après l'adoption de la Loi sur la Réforme du Commerce Extérieur par les États-Unis. En réalité, il sert de marionnette à Yamata. Il est destitué à la suite de la défaite du Japon dans le conflit nippo-américain.

#### Renzo Yamata
Industriel japonais et fanatique nationaliste, il cherche à prendre sa revanche sur les États-Unis et à rendre le Japon autonome, et la découverte de ressources gigantesques en Sibérie lui offre l'occasion qu'il cherche. Il s'associe avec la Chine et l'Inde, équipe son pays de missiles nucléaires et déclenche un conflit avec les américains. Une fois son plan mis en échec et son pays à nouveau vaincu, il est arrêté par le Général Arima pour haute trahison.

#### Chris Crook
Représentant du département d'État dans des négociations commerciales avec le Japon, il se fait manipuler par Seji, l'assistant de l'ambassadeur japonais, afin de donner les informations nécessaire au déclenchement du conflit avec le Japon. Arrêté discrètement par le FBI, il est retourné afin de manipuler Seji.

#### Seji Nogumo
Seji Nogumo est l'assistant de l'ambassadeur japonais. Il est chargé de manipuler Chris Crook afin d'obtenir des informations cruciales pour que Yamata puisse lancer son conflit avec les États-Unis. Il se fera à son tour manipuler par le gouvernement américain, qui a retourné Chris Crook, pour envoyer de fausses informations à Yamata et mettre son plan en échec.

### Sur ordre

#### Ali Badrayn
Terroriste islamiste, il est chargé de préparer les attentats bactériologiques ainsi que la tentative d'enlèvement contre les enfants de Jack Ryan, tentative pour laquelle il engage Movie Star. Son sort est inconnu.

#### Mahmoud Haji Daryaei
Chef religieux de l'Iran, Daryaei fait assassiner Saddam Hussein et fusionne son pays avec l'Irak afin de former la République Islamique Unie. Son but à terme est d'unifier tout le monde musulman afin de déclencher un djihad total contre l'Occident. Il lance une série d'attentats bactériologiques contre les États-Unis et lance son armée dans une attaque conventionnelle contre l'Arabie Saoudite, armée qui sera anéantie par les troupes américaines. Peu après cette défaite, le gouvernement américain procédera à son exécution par frappe aérienne.

#### Areef "Jeff" Raman
Agent du Secret Service, c'est en réalité un assassin dormant mis en place il y a de nombreuses années par Daryaei afin de pouvoir exécuter le Président des États-Unis quand il lancerait son plan d'unifier le monde musulman. Le FBI n’ayant pas constaté d’attaque directe contre le Président, il soupçonne le même mode opératoire que contre Saddam Hussein. Il est démasqué au cours d'une enquête du FBI, il sera piégé - par un plan concocté par le FBI, le Secret Service et Jack Ryan - et arrêté.

#### Movie Star
Terroriste international, il est chargé d'enlever les enfants de Jack Ryan, mais son commando échoue lamentablement. Il parvient toutefois à s'éclipser avant l'arrivée des renforts.

### L'Ours et le Dragon

#### Yu Fan An
Yu Fan An est né à Taipei dans l'ile de Taïwan. Il a obtenu un diplôme d'ingénieur électricien à l'université d'Oklahoma et un diplôme de théologie à l'université Oral Roberts, où il fit la connaissance de son meilleur ami, le pasteur baptiste américain Gerry Patterson.
Devenu pasteur baptiste à son tour, il s'installa à Pékin pour prêcher les Évangiles malgré l'interdiction du gouvernement chinois, qui se rata aucune occasion de le gêner lui et ses fidèles, allant jusqu'à l'envoyer en camp de rééducation.
Il fut tué à l'hôpital Longfu à Pékin, avec le Cardinal Renato DiMilo, tentant d'empêcher les médecins de tuer le bébé de l'une de ses paroissiennes, selon les lois chinoises de contrôle des naissances. Son meurtre ayant été filmé par une équipe de CNN, cela fit un scandale international qui isola la Chine et la conduisit indirectement à attaquer la Sibérie et ses précieuses ressources naturelles pour atténuer les effets du boycott international.